# Critérium du Dauphiné libéré 2005
La 57e édition du Critérium du Dauphiné libéré, inscrit au calendrier de l'UCI ProTour 2005, a eu lieu du 5 au 12 juin. La victoire revient à l'Espagnol Íñigo Landaluze.
Les résultats de George Hincapie de 2004 à 2006 ont été retirés en 2012 à la suite des aveux de dopage, de même pour Levi Leipheimer. Lance Armstrong s'est vu retirer après sa retraite sportive le bénéfice des résultats obtenus à partir du mois d'août 1998, en raison de plusieurs infractions à la réglementation antidopage.

## Présentation

### Équipes
21 équipes participent au Critérium du Dauphiné
| ProTeams (20)- Bouygues Télécom - Cofidis-Le Crédit par Téléphone - Crédit Agricole - CSC - Davitamon-Lotto - Discovery Channel - Domina Vacanze-De Nardi - Euskaltel-Euskadi - Fassa Bortolo - Gerolsteiner - Illes Balears-Caisse d'Épargne - La Française des jeux - Lampre-Caffita - Liberty Seguros-Würth - Liquigas-Bianchi - Phonak Hearing Systems - Quick Step-Innergetic - Rabobank - Saunier Duval-Prodir - T-Mobile Équipe continentale professionnelle- AG2R Prévoyance |
| |

## Étapes
Convaincus de dopage, George Hincapie et Levi Leipheimer sont déclassés de leurs victoires d'étapes et au classement général en 2012. Ils apparaissent donc rayés dans le tableau si dessous.
| Étape     | Date    | Villes étapes                    | type                        | Distance (km) | Vainqueur d'étape    | Leader du classement général |
| --------- | ------- | -------------------------------- | --------------------------- | ------------- | -------------------- | ---------------------------- |
| Prologue  | 5 juin  | Aix-les-Bains – Aix-les-Bains    | prologue                    | 7,9           | George Hincapie      | George Hincapie              |
| 1re étape | 6 juin  | Aix-les-Bains – Givors           |                             | 224           | Thor Hushovd         | George Hincapie              |
| 2e étape  | 7 juin  | Givors – Chauffailles            |                             | 187           | Samuel Dumoulin      | Samuel Dumoulin              |
| 3e étape  | 8 juin  | Roanne – Roanne                  | contre-la-montre individuel | 46,5          | Santiago Botero      | Levi Leipheimer              |
| 4e étape  | 9 juin  | Tournon-sur-Rhône – mont Ventoux |                             | 182           | Alexandre Vinokourov | Levi Leipheimer              |
| 5e étape  | 10 juin | Vaison-la-Romaine – Grenoble     |                             | 219           | Axel Merckx          | Íñigo Landaluze              |
| 6e étape  | 11 juin | Albertville – Avoriaz            |                             | 155           | Santiago Botero      | Íñigo Landaluze              |
| 7e étape  | 12 juin | Avoriaz – Sallanches             |                             | 128           | George Hincapie      | Íñigo Landaluze              |

## Résultats

### Prologue
- 5 juin : Aix-les-Bains - Contre-la-montre individuel - 7,9 km

L'Américain George Hincapie remporte le prologue du Dauphiné. Son compatriote Lance Armstrong termine cinquième. Ce dernier a déchaussé en plein effort et compte six secondes de retard sur George Hincapie. Les Américains ont réalisé un beau tir groupé en plaçant également Levi Leipheimer à la deuxième place à seulement deux dixièmes de seconde et Floyd Landis au quatrième rang à cinq secondes. Le Kazakh du Crédit agricole Andrey Kashechkin s'est glissé au milieu du quatuor américain, au troisième rang à trois secondes. Alberto Contador prend le maillot à pois après être passé en tête au sommet d'une petite bosse où était placé le passage intermédiaire.
| \| Classement de l'étape \| Classement de l'étape \| Classement de l'étape \| Classement de l'étape \| Classement de l'étape \| \| Coureur \| Coureur \| Pays \| Équipe \| Temps \| \| --------------------- \| --------------------- \| --------------------- \| ---------------------- \| --------------------- \| \| 1er \| George Hincapie \| États-Unis \| Discovery Channel \| DQ \| \| 2e \| Levi Leipheimer \| États-Unis \| Gerolsteiner \| DQ \| \| 3e \| Andrey Kashechkin \| Kazakhstan \| Crédit Agricole \| + 3 s \| \| 4e \| Floyd Landis \| États-Unis \| Phonak Hearing Systems \| + 5 s \| \| 5e \| Lance Armstrong \| États-Unis \| Discovery Channel \| DQ \| \| 6e \| Óscar Pereiro \| Espagne \| Phonak Hearing Systems \| + 7 s \| \| 7e \| Alberto Contador \| Espagne \| Liberty Seguros-Würth \| + 9 s \| \| 8e \| Davide Rebellin \| Italie \| Gerolsteiner \| + 13 s \| \| 9e \| José Iván Gutiérrez \| Espagne \| Illes Balears \| + 13 s \| \| 10e \| Francisco José Lara \| Espagne \| T-Mobile \| + 14 s \| |                     |            |                        |        |
| |                     |            |                        |        |
| |                     |            |                        |        |
| Classement de l'étape |                     |            |                        |        |
| Coureur | Coureur             | Pays       | Équipe                 | Temps  |
| 1er | George Hincapie     | États-Unis | Discovery Channel      | DQ     |
| 2e | Levi Leipheimer     | États-Unis | Gerolsteiner           | DQ     |
| 3e | Andrey Kashechkin   | Kazakhstan | Crédit Agricole        | + 3 s  |
| 4e | Floyd Landis        | États-Unis | Phonak Hearing Systems | + 5 s  |
| 5e | Lance Armstrong     | États-Unis | Discovery Channel      | DQ     |
| 6e | Óscar Pereiro       | Espagne    | Phonak Hearing Systems | + 7 s  |
| 7e | Alberto Contador    | Espagne    | Liberty Seguros-Würth  | + 9 s  |
| 8e | Davide Rebellin     | Italie     | Gerolsteiner           | + 13 s |
| 9e | José Iván Gutiérrez | Espagne    | Illes Balears          | + 13 s |
| 10e | Francisco José Lara | Espagne    | T-Mobile               | + 14 s |

| \| Classement général \| Classement général \| Classement général \| Classement général \| Classement général \| \| Coureur \| Coureur \| Pays \| Équipe \| Temps \| \| ------------------ \| ------------------- \| ------------------ \| ---------------------- \| ------------------ \| \| 1er \| George Hincapie \| États-Unis \| Discovery Channel \| DQ \| \| 2e \| Levi Leipheimer \| États-Unis \| Gerolsteiner \| DQ \| \| 3e \| Andrey Kashechkin \| Kazakhstan \| Crédit Agricole \| + 3 s \| \| 4e \| Floyd Landis \| États-Unis \| Phonak Hearing Systems \| + 5 s \| \| 5e \| Lance Armstrong \| États-Unis \| Discovery Channel \| DQ \| \| 6e \| Óscar Pereiro \| Espagne \| Phonak Hearing Systems \| + 7 s \| \| 7e \| Alberto Contador \| Espagne \| Liberty Seguros-Würth \| + 9 s \| \| 8e \| Davide Rebellin \| Italie \| Gerolsteiner \| + 13 s \| \| 9e \| José Iván Gutiérrez \| Espagne \| Illes Balears \| + 13 s \| \| 10e \| Francisco José Lara \| Espagne \| T-Mobile \| + 14 s \| |                     |            |                        |        |
| |                     |            |                        |        |
| |                     |            |                        |        |
| Classement général |                     |            |                        |        |
| Coureur | Coureur             | Pays       | Équipe                 | Temps  |
| 1er | George Hincapie     | États-Unis | Discovery Channel      | DQ     |
| 2e | Levi Leipheimer     | États-Unis | Gerolsteiner           | DQ     |
| 3e | Andrey Kashechkin   | Kazakhstan | Crédit Agricole        | + 3 s  |
| 4e | Floyd Landis        | États-Unis | Phonak Hearing Systems | + 5 s  |
| 5e | Lance Armstrong     | États-Unis | Discovery Channel      | DQ     |
| 6e | Óscar Pereiro       | Espagne    | Phonak Hearing Systems | + 7 s  |
| 7e | Alberto Contador    | Espagne    | Liberty Seguros-Würth  | + 9 s  |
| 8e | Davide Rebellin     | Italie     | Gerolsteiner           | + 13 s |
| 9e | José Iván Gutiérrez | Espagne    | Illes Balears          | + 13 s |
| 10e | Francisco José Lara | Espagne    | T-Mobile               | + 14 s |

### 1reétape
- 6 juin : Aix-les-Bains > Givors - 224 km

| \| Classement de l'étape \| Classement de l'étape \| Classement de l'étape \| Classement de l'étape \| Classement de l'étape \| \| Coureur \| Coureur \| Pays \| Équipe \| Temps \| \| --------------------- \| --------------------- \| --------------------- \| ---------------------- \| --------------------- \| \| 1er \| Thor Hushovd \| Norvège \| Crédit Agricole \| 5 h 10 min 55 s \| \| 2e \| Robert Hunter \| Afrique du Sud \| Phonak Hearing Systems \| + 0 s \| \| 3e \| Juan Antonio Flecha \| Espagne \| Fassa Bortolo \| + 0 s \| \| 4e \| Luke Roberts \| Australie \| CSC \| + 0 s \| \| 5e \| Manuel Quinziato \| Italie \| Saunier Duval-Prodir \| + 0 s \| \| 6e \| Mickaël Delage \| France \| La Française des jeux \| + 0 s \| \| 7e \| Heinrich Haussler \| Allemagne \| Gerolsteiner \| + 0 s \| \| 8e \| Samuel Dumoulin \| France \| AG2R Prévoyance \| + 0 s \| \| 9e \| Enrico Gasparotto \| Italie \| Liquigas-Bianchi \| + 0 s \| \| 10e \| Koldo Fernández \| Espagne \| Euskaltel-Euskadi \| + 0 s \| |                     |                |                        |                 |
| |                     |                |                        |                 |
| |                     |                |                        |                 |
| Classement de l'étape |                     |                |                        |                 |
| Coureur | Coureur             | Pays           | Équipe                 | Temps           |
| 1er | Thor Hushovd        | Norvège        | Crédit Agricole        | 5 h 10 min 55 s |
| 2e | Robert Hunter       | Afrique du Sud | Phonak Hearing Systems | + 0 s           |
| 3e | Juan Antonio Flecha | Espagne        | Fassa Bortolo          | + 0 s           |
| 4e | Luke Roberts        | Australie      | CSC                    | + 0 s           |
| 5e | Manuel Quinziato    | Italie         | Saunier Duval-Prodir   | + 0 s           |
| 6e | Mickaël Delage      | France         | La Française des jeux  | + 0 s           |
| 7e | Heinrich Haussler   | Allemagne      | Gerolsteiner           | + 0 s           |
| 8e | Samuel Dumoulin     | France         | AG2R Prévoyance        | + 0 s           |
| 9e | Enrico Gasparotto   | Italie         | Liquigas-Bianchi       | + 0 s           |
| 10e | Koldo Fernández     | Espagne        | Euskaltel-Euskadi      | + 0 s           |

| \| Classement général \| Classement général \| Classement général \| Classement général \| Classement général \| \| Coureur \| Coureur \| Pays \| Équipe \| Temps \| \| ------------------ \| ------------------- \| ------------------ \| ---------------------- \| ------------------ \| \| 1er \| George Hincapie \| États-Unis \| Discovery Channel \| DQ \| \| 2e \| Levi Leipheimer \| États-Unis \| Gerolsteiner \| DQ \| \| 3e \| Andrey Kashechkin \| Kazakhstan \| Crédit Agricole \| + 3 s \| \| 4e \| Floyd Landis \| États-Unis \| Phonak Hearing Systems \| + 5 s \| \| 5e \| Lance Armstrong \| États-Unis \| Discovery Channel \| DQ \| \| 6e \| Óscar Pereiro \| Espagne \| Phonak Hearing Systems \| + 7 s \| \| 7e \| Alberto Contador \| Espagne \| Liberty Seguros-Würth \| + 9 s \| \| 8e \| José Iván Gutiérrez \| Espagne \| Illes Balears \| + 13 s \| \| 9e \| Davide Rebellin \| Italie \| Gerolsteiner \| + 13 s \| \| 10e \| Francisco José Lara \| Espagne \| T-Mobile \| + 14 s \| |                     |            |                        |        |
| |                     |            |                        |        |
| |                     |            |                        |        |
| Classement général |                     |            |                        |        |
| Coureur | Coureur             | Pays       | Équipe                 | Temps  |
| 1er | George Hincapie     | États-Unis | Discovery Channel      | DQ     |
| 2e | Levi Leipheimer     | États-Unis | Gerolsteiner           | DQ     |
| 3e | Andrey Kashechkin   | Kazakhstan | Crédit Agricole        | + 3 s  |
| 4e | Floyd Landis        | États-Unis | Phonak Hearing Systems | + 5 s  |
| 5e | Lance Armstrong     | États-Unis | Discovery Channel      | DQ     |
| 6e | Óscar Pereiro       | Espagne    | Phonak Hearing Systems | + 7 s  |
| 7e | Alberto Contador    | Espagne    | Liberty Seguros-Würth  | + 9 s  |
| 8e | José Iván Gutiérrez | Espagne    | Illes Balears          | + 13 s |
| 9e | Davide Rebellin     | Italie     | Gerolsteiner           | + 13 s |
| 10e | Francisco José Lara | Espagne    | T-Mobile               | + 14 s |

### 2eétape
- 7 juin : Givors > Chauffailles - 187 km

| \| Classement de l'étape \| Classement de l'étape \| Classement de l'étape \| Classement de l'étape \| Classement de l'étape \| \| Coureur \| Coureur \| Pays \| Équipe \| Temps \| \| --------------------- \| --------------------- \| --------------------- \| ------------------------------- \| --------------------- \| \| 1er \| Samuel Dumoulin \| France \| AG2R Prévoyance \| 4 h 47 min 06 s \| \| 2e \| Anthony Charteau \| France \| Bouygues Telecom \| + 0 s \| \| 3e \| Frédéric Finot \| France \| La Française des jeux \| + 0 s \| \| 4e \| Frédéric Bessy \| France \| Cofidis-Le Crédit par Téléphone \| + 0 s \| \| 5e \| Robert Hunter \| Afrique du Sud \| Phonak Hearing Systems \| + 3 min 16 s \| \| 6e \| Thor Hushovd \| Norvège \| Crédit Agricole \| + 3 min 16 s \| \| 7e \| Stuart O'Grady \| Australie \| Cofidis-Le Crédit par Téléphone \| + 3 min 16 s \| \| 8e \| Juan Antonio Flecha \| Espagne \| Fassa Bortolo \| + 3 min 16 s \| \| 9e \| Enrico Franzoi \| Italie \| Lampre-Caffita \| + 3 min 16 s \| \| 10e \| Enrico Gasparotto \| Italie \| Liquigas-Bianchi \| + 3 min 16 s \| |                     |                |                                 |                 |
| |                     |                |                                 |                 |
| |                     |                |                                 |                 |
| Classement de l'étape |                     |                |                                 |                 |
| Coureur | Coureur             | Pays           | Équipe                          | Temps           |
| 1er | Samuel Dumoulin     | France         | AG2R Prévoyance                 | 4 h 47 min 06 s |
| 2e | Anthony Charteau    | France         | Bouygues Telecom                | + 0 s           |
| 3e | Frédéric Finot      | France         | La Française des jeux           | + 0 s           |
| 4e | Frédéric Bessy      | France         | Cofidis-Le Crédit par Téléphone | + 0 s           |
| 5e | Robert Hunter       | Afrique du Sud | Phonak Hearing Systems          | + 3 min 16 s    |
| 6e | Thor Hushovd        | Norvège        | Crédit Agricole                 | + 3 min 16 s    |
| 7e | Stuart O'Grady      | Australie      | Cofidis-Le Crédit par Téléphone | + 3 min 16 s    |
| 8e | Juan Antonio Flecha | Espagne        | Fassa Bortolo                   | + 3 min 16 s    |
| 9e | Enrico Franzoi      | Italie         | Lampre-Caffita                  | + 3 min 16 s    |
| 10e | Enrico Gasparotto   | Italie         | Liquigas-Bianchi                | + 3 min 16 s    |

| \| Classement général \| Classement général \| Classement général \| Classement général \| Classement général \| \| Coureur \| Coureur \| Pays \| Équipe \| Temps \| \| ------------------ \| ------------------ \| ------------------ \| ------------------------------- \| ------------------ \| \| 1er \| Samuel Dumoulin \| France \| AG2R Prévoyance \| 10 h 08 min 06 s \| \| 2e \| Frédéric Finot \| France \| La Française des jeux \| + 20 s \| \| 3e \| Anthony Charteau \| France \| Bouygues Telecom \| + 21 s \| \| 4e \| Frédéric Bessy \| France \| Cofidis-Le Crédit par Téléphone \| + 28 s \| \| 5e \| George Hincapie \| États-Unis \| Discovery Channel \| DQ \| \| 6e \| Levi Leipheimer \| États-Unis \| Gerolsteiner \| DQ \| \| 7e \| Andrey Kashechkin \| Kazakhstan \| Crédit Agricole \| + 3 min 09 s \| \| 8e \| Floyd Landis \| États-Unis \| Phonak Hearing Systems \| + 3 min 11 s \| \| 9e \| Lance Armstrong \| États-Unis \| Discovery Channel \| DQ \| \| 10e \| Óscar Pereiro \| Espagne \| Phonak Hearing Systems \| + 3 min 13 s \| |                   |            |                                 |                  |
| |                   |            |                                 |                  |
| |                   |            |                                 |                  |
| Classement général |                   |            |                                 |                  |
| Coureur | Coureur           | Pays       | Équipe                          | Temps            |
| 1er | Samuel Dumoulin   | France     | AG2R Prévoyance                 | 10 h 08 min 06 s |
| 2e | Frédéric Finot    | France     | La Française des jeux           | + 20 s           |
| 3e | Anthony Charteau  | France     | Bouygues Telecom                | + 21 s           |
| 4e | Frédéric Bessy    | France     | Cofidis-Le Crédit par Téléphone | + 28 s           |
| 5e | George Hincapie   | États-Unis | Discovery Channel               | DQ               |
| 6e | Levi Leipheimer   | États-Unis | Gerolsteiner                    | DQ               |
| 7e | Andrey Kashechkin | Kazakhstan | Crédit Agricole                 | + 3 min 09 s     |
| 8e | Floyd Landis      | États-Unis | Phonak Hearing Systems          | + 3 min 11 s     |
| 9e | Lance Armstrong   | États-Unis | Discovery Channel               | DQ               |
| 10e | Óscar Pereiro     | Espagne    | Phonak Hearing Systems          | + 3 min 13 s     |

### 3eétape
- 8 juin : Roanne > Roanne - Contre-la-montre individuel - 46,5 km

| \| Classement de l'étape \| Classement de l'étape \| Classement de l'étape \| Classement de l'étape \| Classement de l'étape \| \| Coureur \| Coureur \| Pays \| Équipe \| Temps \| \| --------------------- \| --------------------- \| --------------------- \| ---------------------- \| --------------------- \| \| 1er \| Santiago Botero \| Colombie \| Phonak Hearing Systems \| 1 h 00 min 06 s \| \| 2e \| Levi Leipheimer \| États-Unis \| Gerolsteiner \| DQ \| \| 3e \| Lance Armstrong \| États-Unis \| Discovery Channel \| DQ \| \| 4e \| Floyd Landis \| États-Unis \| Phonak Hearing Systems \| + 39 s \| \| 5e \| Alexandre Vinokourov \| Kazakhstan \| T-Mobile \| + 1 min 00 s \| \| 6e \| Óscar Pereiro \| Espagne \| Phonak Hearing Systems \| + 1 min 09 s \| \| 7e \| George Hincapie \| États-Unis \| Discovery Channel \| DQ \| \| 8e \| Marzio Bruseghin \| Italie \| Fassa Bortolo \| + 1 min 14 s \| \| 9e \| José Iván Gutiérrez \| Espagne \| Illes Balears \| + 1 min 16 s \| \| 10e \| Sebastian Lang \| Allemagne \| Gerolsteiner \| + 1 min 19 s \| |                      |            |                        |                 |
| |                      |            |                        |                 |
| |                      |            |                        |                 |
| Classement de l'étape |                      |            |                        |                 |
| Coureur | Coureur              | Pays       | Équipe                 | Temps           |
| 1er | Santiago Botero      | Colombie   | Phonak Hearing Systems | 1 h 00 min 06 s |
| 2e | Levi Leipheimer      | États-Unis | Gerolsteiner           | DQ              |
| 3e | Lance Armstrong      | États-Unis | Discovery Channel      | DQ              |
| 4e | Floyd Landis         | États-Unis | Phonak Hearing Systems | + 39 s          |
| 5e | Alexandre Vinokourov | Kazakhstan | T-Mobile               | + 1 min 00 s    |
| 6e | Óscar Pereiro        | Espagne    | Phonak Hearing Systems | + 1 min 09 s    |
| 7e | George Hincapie      | États-Unis | Discovery Channel      | DQ              |
| 8e | Marzio Bruseghin     | Italie     | Fassa Bortolo          | + 1 min 14 s    |
| 9e | José Iván Gutiérrez  | Espagne    | Illes Balears          | + 1 min 16 s    |
| 10e | Sebastian Lang       | Allemagne  | Gerolsteiner           | + 1 min 19 s    |

| \| Classement général \| Classement général \| Classement général \| Classement général \| Classement général \| \| Coureur \| Coureur \| Pays \| Équipe \| Temps \| \| ------------------ \| -------------------- \| ------------------ \| ---------------------- \| ------------------ \| \| 1er \| Levi Leipheimer \| États-Unis \| Gerolsteiner \| DQ \| \| 2e \| Santiago Botero \| Colombie \| Phonak Hearing Systems \| + 12 s \| \| 3e \| Lance Armstrong \| États-Unis \| Discovery Channel \| DQ \| \| 4e \| Floyd Landis \| États-Unis \| Phonak Hearing Systems \| + 42 s \| \| 5e \| George Hincapie \| États-Unis \| Discovery Channel \| DQ \| \| 6e \| Alexandre Vinokourov \| Kazakhstan \| T-Mobile \| + 1 min 12 s \| \| 7e \| Óscar Pereiro \| Espagne \| Phonak Hearing Systems \| + 1 min 14 s \| \| 8e \| José Iván Gutiérrez \| Espagne \| Illes Balears \| + 1 min 27 s \| \| 9e \| Marzio Bruseghin \| Italie \| Fassa Bortolo \| + 1 min 36 s \| \| 10e \| Sebastian Lang \| Allemagne \| Gerolsteiner \| + 1 min 43 s \| |                      |            |                        |              |
| |                      |            |                        |              |
| |                      |            |                        |              |
| Classement général |                      |            |                        |              |
| Coureur | Coureur              | Pays       | Équipe                 | Temps        |
| 1er | Levi Leipheimer      | États-Unis | Gerolsteiner           | DQ           |
| 2e | Santiago Botero      | Colombie   | Phonak Hearing Systems | + 12 s       |
| 3e | Lance Armstrong      | États-Unis | Discovery Channel      | DQ           |
| 4e | Floyd Landis         | États-Unis | Phonak Hearing Systems | + 42 s       |
| 5e | George Hincapie      | États-Unis | Discovery Channel      | DQ           |
| 6e | Alexandre Vinokourov | Kazakhstan | T-Mobile               | + 1 min 12 s |
| 7e | Óscar Pereiro        | Espagne    | Phonak Hearing Systems | + 1 min 14 s |
| 8e | José Iván Gutiérrez  | Espagne    | Illes Balears          | + 1 min 27 s |
| 9e | Marzio Bruseghin     | Italie     | Fassa Bortolo          | + 1 min 36 s |
| 10e | Sebastian Lang       | Allemagne  | Gerolsteiner           | + 1 min 43 s |

### 4eétape
- 9 juin : Tournon-sur-Rhône > Mont Ventoux - 182 km

| \| Classement de l'étape \| Classement de l'étape \| Classement de l'étape \| Classement de l'étape \| Classement de l'étape \| \| Coureur \| Coureur \| Pays \| Équipe \| Temps \| \| --------------------- \| -------------------------- \| --------------------- \| ------------------------------- \| --------------------- \| \| 1er \| Alexandre Vinokourov \| Kazakhstan \| T-Mobile \| 4 h 07 min 23 s \| \| 2e \| José Ángel Gómez Marchante \| Espagne \| Saunier Duval-Prodir \| + 6 s \| \| 3e \| Wim Van Huffel \| Belgique \| Davitamon-Lotto \| + 16 s \| \| 4e \| Lance Armstrong \| États-Unis \| Discovery Channel \| DQ \| \| 5e \| Floyd Landis \| États-Unis \| Phonak Hearing Systems \| + 41 s \| \| 6e \| Andrey Kashechkin \| Kazakhstan \| Crédit Agricole \| + 43 s \| \| 7e \| Levi Leipheimer \| États-Unis \| Gerolsteiner \| DQ \| \| 8e \| Íñigo Landaluze \| Espagne \| Euskaltel-Euskadi \| + 1 min 31 s \| \| 9e \| Nicolas Fritsch \| France \| Saunier Duval-Prodir \| + 1 min 36 s \| \| 10e \| David Moncoutié \| France \| Cofidis-Le Crédit par Téléphone \| + 1 min 45 s \| |                            |            |                                 |                 |
| |                            |            |                                 |                 |
| |                            |            |                                 |                 |
| Classement de l'étape |                            |            |                                 |                 |
| Coureur | Coureur                    | Pays       | Équipe                          | Temps           |
| 1er | Alexandre Vinokourov       | Kazakhstan | T-Mobile                        | 4 h 07 min 23 s |
| 2e | José Ángel Gómez Marchante | Espagne    | Saunier Duval-Prodir            | + 6 s           |
| 3e | Wim Van Huffel             | Belgique   | Davitamon-Lotto                 | + 16 s          |
| 4e | Lance Armstrong            | États-Unis | Discovery Channel               | DQ              |
| 5e | Floyd Landis               | États-Unis | Phonak Hearing Systems          | + 41 s          |
| 6e | Andrey Kashechkin          | Kazakhstan | Crédit Agricole                 | + 43 s          |
| 7e | Levi Leipheimer            | États-Unis | Gerolsteiner                    | DQ              |
| 8e | Íñigo Landaluze            | Espagne    | Euskaltel-Euskadi               | + 1 min 31 s    |
| 9e | Nicolas Fritsch            | France     | Saunier Duval-Prodir            | + 1 min 36 s    |
| 10e | David Moncoutié            | France     | Cofidis-Le Crédit par Téléphone | + 1 min 45 s    |

| \| Classement général \| Classement général \| Classement général \| Classement général \| Classement général \| \| Coureur \| Coureur \| Pays \| Équipe \| Temps \| \| ------------------ \| -------------------------- \| ------------------ \| ------------------------------- \| ------------------ \| \| 1er \| Levi Leipheimer \| États-Unis \| Gerolsteiner \| DQ \| \| 2e \| Lance Armstrong \| États-Unis \| Discovery Channel \| DQ \| \| 3e \| Alexandre Vinokourov \| Kazakhstan \| T-Mobile \| + 26 s \| \| 4e \| Floyd Landis \| États-Unis \| Phonak Hearing Systems \| + 47 s \| \| 5e \| Andrey Kashechkin \| Kazakhstan \| Crédit Agricole \| + 2 min 00 s \| \| 6e \| Santiago Botero \| Colombie \| Phonak Hearing Systems \| + 2 min 25 s \| \| 7e \| José Ángel Gómez Marchante \| Espagne \| Saunier Duval-Prodir \| + 2 min 53 s \| \| 8e \| Marzio Bruseghin \| Italie \| Fassa Bortolo \| + 3 min 07 s \| \| 9e \| Óscar Pereiro \| Espagne \| Phonak Hearing Systems \| + 3 min 16 s \| \| 10e \| David Moncoutié \| France \| Cofidis-Le Crédit par Téléphone \| + 3 min 45 s \| |                            |            |                                 |              |
| |                            |            |                                 |              |
| |                            |            |                                 |              |
| Classement général |                            |            |                                 |              |
| Coureur | Coureur                    | Pays       | Équipe                          | Temps        |
| 1er | Levi Leipheimer            | États-Unis | Gerolsteiner                    | DQ           |
| 2e | Lance Armstrong            | États-Unis | Discovery Channel               | DQ           |
| 3e | Alexandre Vinokourov       | Kazakhstan | T-Mobile                        | + 26 s       |
| 4e | Floyd Landis               | États-Unis | Phonak Hearing Systems          | + 47 s       |
| 5e | Andrey Kashechkin          | Kazakhstan | Crédit Agricole                 | + 2 min 00 s |
| 6e | Santiago Botero            | Colombie   | Phonak Hearing Systems          | + 2 min 25 s |
| 7e | José Ángel Gómez Marchante | Espagne    | Saunier Duval-Prodir            | + 2 min 53 s |
| 8e | Marzio Bruseghin           | Italie     | Fassa Bortolo                   | + 3 min 07 s |
| 9e | Óscar Pereiro              | Espagne    | Phonak Hearing Systems          | + 3 min 16 s |
| 10e | David Moncoutié            | France     | Cofidis-Le Crédit par Téléphone | + 3 min 45 s |

### 5eétape
- 10 juin : Vaison-la-Romaine > Grenoble - 219 km

| \| Classement de l'étape \| Classement de l'étape \| Classement de l'étape \| Classement de l'étape \| Classement de l'étape \| \| Coureur \| Coureur \| Pays \| Équipe \| Temps \| \| --------------------- \| --------------------- \| --------------------- \| ------------------------------- \| --------------------- \| \| 1er \| Axel Merckx \| Belgique \| Davitamon-Lotto \| 5 h 15 min 01 s \| \| 2e \| Íñigo Landaluze \| Espagne \| Euskaltel-Euskadi \| + 2 min 15 s \| \| 3e \| Benjamín Noval \| Espagne \| Discovery Channel \| + 5 min 45 s \| \| 4e \| Eddy Mazzoleni \| Italie \| Lampre-Caffita \| + 5 min 45 s \| \| 5e \| Paolo Bossoni \| Italie \| Fassa Bortolo \| + 6 min 15 s \| \| 6e \| Sylvain Chavanel \| France \| Cofidis-Le Crédit par Téléphone \| + 6 min 15 s \| \| 7e \| Rafael Casero \| Espagne \| Saunier Duval-Prodir \| + 6 min 15 s \| \| 8e \| Mario Aerts \| Belgique \| Davitamon-Lotto \| + 6 min 17 s \| \| 9e \| Francis Mourey \| France \| La Française des jeux \| + 6 min 18 s \| \| 10e \| Thor Hushovd \| Norvège \| Crédit Agricole \| + 7 min 32 s \| |                  |          |                                 |                 |
| |                  |          |                                 |                 |
| |                  |          |                                 |                 |
| Classement de l'étape |                  |          |                                 |                 |
| Coureur | Coureur          | Pays     | Équipe                          | Temps           |
| 1er | Axel Merckx      | Belgique | Davitamon-Lotto                 | 5 h 15 min 01 s |
| 2e | Íñigo Landaluze  | Espagne  | Euskaltel-Euskadi               | + 2 min 15 s    |
| 3e | Benjamín Noval   | Espagne  | Discovery Channel               | + 5 min 45 s    |
| 4e | Eddy Mazzoleni   | Italie   | Lampre-Caffita                  | + 5 min 45 s    |
| 5e | Paolo Bossoni    | Italie   | Fassa Bortolo                   | + 6 min 15 s    |
| 6e | Sylvain Chavanel | France   | Cofidis-Le Crédit par Téléphone | + 6 min 15 s    |
| 7e | Rafael Casero    | Espagne  | Saunier Duval-Prodir            | + 6 min 15 s    |
| 8e | Mario Aerts      | Belgique | Davitamon-Lotto                 | + 6 min 17 s    |
| 9e | Francis Mourey   | France   | La Française des jeux           | + 6 min 18 s    |
| 10e | Thor Hushovd     | Norvège  | Crédit Agricole                 | + 7 min 32 s    |

| \| Classement général \| Classement général \| Classement général \| Classement général \| Classement général \| \| Coureur \| Coureur \| Pays \| Équipe \| Temps \| \| ------------------ \| -------------------------- \| ------------------ \| ---------------------- \| ------------------ \| \| 1er \| Íñigo Landaluze \| Espagne \| Euskaltel-Euskadi \| 20 h 41 min 15 s \| \| 2e \| Axel Merckx \| Belgique \| Davitamon-Lotto \| + 2 min 32 s \| \| 3e \| Levi Leipheimer \| États-Unis \| Gerolsteiner \| DQ \| \| 4e \| Lance Armstrong \| États-Unis \| Discovery Channel \| DQ \| \| 5e \| Alexandre Vinokourov \| Kazakhstan \| T-Mobile \| + 3 min 17 s \| \| 6e \| Floyd Landis \| États-Unis \| Phonak Hearing Systems \| + 3 min 38 s \| \| 7e \| Andrey Kashechkin \| Kazakhstan \| Crédit Agricole \| + 4 min 51 s \| \| 8e \| Santiago Botero \| Colombie \| Phonak Hearing Systems \| + 5 min 16 s \| \| 9e \| José Ángel Gómez Marchante \| Espagne \| Saunier Duval-Prodir \| + 5 min 44 s \| \| 10e \| Marzio Bruseghin \| Italie \| Fassa Bortolo \| + 5 min 58 s \| |                            |            |                        |                  |
| |                            |            |                        |                  |
| |                            |            |                        |                  |
| Classement général |                            |            |                        |                  |
| Coureur | Coureur                    | Pays       | Équipe                 | Temps            |
| 1er | Íñigo Landaluze            | Espagne    | Euskaltel-Euskadi      | 20 h 41 min 15 s |
| 2e | Axel Merckx                | Belgique   | Davitamon-Lotto        | + 2 min 32 s     |
| 3e | Levi Leipheimer            | États-Unis | Gerolsteiner           | DQ               |
| 4e | Lance Armstrong            | États-Unis | Discovery Channel      | DQ               |
| 5e | Alexandre Vinokourov       | Kazakhstan | T-Mobile               | + 3 min 17 s     |
| 6e | Floyd Landis               | États-Unis | Phonak Hearing Systems | + 3 min 38 s     |
| 7e | Andrey Kashechkin          | Kazakhstan | Crédit Agricole        | + 4 min 51 s     |
| 8e | Santiago Botero            | Colombie   | Phonak Hearing Systems | + 5 min 16 s     |
| 9e | José Ángel Gómez Marchante | Espagne    | Saunier Duval-Prodir   | + 5 min 44 s     |
| 10e | Marzio Bruseghin           | Italie     | Fassa Bortolo          | + 5 min 58 s     |

### 6eétape
- 11 juin : Albertville > Morzine-Avoriaz  - 155 km

| \| Classement de l'étape \| Classement de l'étape \| Classement de l'étape \| Classement de l'étape \| Classement de l'étape \| \| Coureur \| Coureur \| Pays \| Équipe \| Temps \| \| --------------------- \| -------------------------- \| --------------------- \| ------------------------------- \| --------------------- \| \| 1er \| Santiago Botero \| Colombie \| Phonak Hearing Systems \| 4 h 30 min 54 s \| \| 2e \| David Moncoutié \| France \| Cofidis-Le Crédit par Téléphone \| + 23 s \| \| 3e \| Francisco Mancebo \| Espagne \| Illes Balears-Caisse d'Épargne \| + 53 s \| \| 4e \| Christophe Moreau \| France \| Crédit Agricole \| + 58 s \| \| 5e \| Marzio Bruseghin \| Italie \| Fassa Bortolo \| + 2 min 27 s \| \| 6e \| Alexandre Vinokourov \| Kazakhstan \| T-Mobile \| + 2 min 50 s \| \| 7e \| Lance Armstrong \| États-Unis \| Discovery Channel \| DQ \| \| 8e \| David Arroyo \| Espagne \| Illes Balears-Caisse d'Épargne \| + 2 min 52 s \| \| 9e \| José Ángel Gómez Marchante \| Espagne \| Saunier Duval-Prodir \| + 2 min 52 s \| \| 10e \| Levi Leipheimer \| États-Unis \| Gerolsteiner \| DQ \| |                            |            |                                 |                 |
| |                            |            |                                 |                 |
| |                            |            |                                 |                 |
| Classement de l'étape |                            |            |                                 |                 |
| Coureur | Coureur                    | Pays       | Équipe                          | Temps           |
| 1er | Santiago Botero            | Colombie   | Phonak Hearing Systems          | 4 h 30 min 54 s |
| 2e | David Moncoutié            | France     | Cofidis-Le Crédit par Téléphone | + 23 s          |
| 3e | Francisco Mancebo          | Espagne    | Illes Balears-Caisse d'Épargne  | + 53 s          |
| 4e | Christophe Moreau          | France     | Crédit Agricole                 | + 58 s          |
| 5e | Marzio Bruseghin           | Italie     | Fassa Bortolo                   | + 2 min 27 s    |
| 6e | Alexandre Vinokourov       | Kazakhstan | T-Mobile                        | + 2 min 50 s    |
| 7e | Lance Armstrong            | États-Unis | Discovery Channel               | DQ              |
| 8e | David Arroyo               | Espagne    | Illes Balears-Caisse d'Épargne  | + 2 min 52 s    |
| 9e | José Ángel Gómez Marchante | Espagne    | Saunier Duval-Prodir            | + 2 min 52 s    |
| 10e | Levi Leipheimer            | États-Unis | Gerolsteiner                    | DQ              |

| \| Classement général \| Classement général \| Classement général \| Classement général \| Classement général \| \| Coureur \| Coureur \| Pays \| Équipe \| Temps \| \| ------------------ \| -------------------- \| ------------------ \| ------------------------------- \| ------------------ \| \| 1er \| Íñigo Landaluze \| Espagne \| Euskaltel-Euskadi \| 25 h 16 min 36 s \| \| 2e \| Santiago Botero \| Colombie \| Phonak Hearing Systems \| + 49 s \| \| 3e \| Levi Leipheimer \| États-Unis \| Gerolsteiner \| DQ \| \| 4e \| Lance Armstrong \| États-Unis \| Discovery Channel \| DQ \| \| 5e \| Alexandre Vinokourov \| Kazakhstan \| T-Mobile \| + 1 min 40 s \| \| 6e \| David Moncoutié \| France \| Cofidis-Le Crédit par Téléphone \| + 2 min 32 s \| \| 7e \| Floyd Landis \| États-Unis \| Phonak Hearing Systems \| + 3 min 13 s \| \| 8e \| Marzio Bruseghin \| Italie \| Fassa Bortolo \| + 3 min 58 s \| \| 9e \| Christophe Moreau \| France \| Crédit Agricole \| + 4 min 01 s \| \| 10e \| Andrey Kashechkin \| Kazakhstan \| Crédit Agricole \| + 4 min 07 s \| |                      |            |                                 |                  |
| |                      |            |                                 |                  |
| |                      |            |                                 |                  |
| Classement général |                      |            |                                 |                  |
| Coureur | Coureur              | Pays       | Équipe                          | Temps            |
| 1er | Íñigo Landaluze      | Espagne    | Euskaltel-Euskadi               | 25 h 16 min 36 s |
| 2e | Santiago Botero      | Colombie   | Phonak Hearing Systems          | + 49 s           |
| 3e | Levi Leipheimer      | États-Unis | Gerolsteiner                    | DQ               |
| 4e | Lance Armstrong      | États-Unis | Discovery Channel               | DQ               |
| 5e | Alexandre Vinokourov | Kazakhstan | T-Mobile                        | + 1 min 40 s     |
| 6e | David Moncoutié      | France     | Cofidis-Le Crédit par Téléphone | + 2 min 32 s     |
| 7e | Floyd Landis         | États-Unis | Phonak Hearing Systems          | + 3 min 13 s     |
| 8e | Marzio Bruseghin     | Italie     | Fassa Bortolo                   | + 3 min 58 s     |
| 9e | Christophe Moreau    | France     | Crédit Agricole                 | + 4 min 01 s     |
| 10e | Andrey Kashechkin    | Kazakhstan | Crédit Agricole                 | + 4 min 07 s     |

### 7eétape
- 12 juin : Morzine-Avoriaz > Sallanches - 128 km

| \| Classement de l'étape \| Classement de l'étape \| Classement de l'étape \| Classement de l'étape \| Classement de l'étape \| \| Coureur \| Coureur \| Pays \| Équipe \| Temps \| \| --------------------- \| -------------------------- \| --------------------- \| ------------------------------- \| --------------------- \| \| 1er \| George Hincapie \| États-Unis \| Discovery Channel \| DQ \| \| 2e \| Yaroslav Popovych \| Ukraine \| Discovery Channel \| + 0 s \| \| 3e \| Lance Armstrong \| États-Unis \| Discovery Channel \| DQ \| \| 4e \| Alexandre Vinokourov \| Kazakhstan \| T-Mobile \| + 22 s \| \| 5e \| Santiago Botero \| Colombie \| Phonak Hearing Systems \| + 22 s \| \| 6e \| Levi Leipheimer \| États-Unis \| Gerolsteiner \| DQ \| \| 7e \| David Moncoutié \| France \| Cofidis-Le Crédit par Téléphone \| + 24 s \| \| 8e \| Wim Van Huffel \| Belgique \| Davitamon-Lotto \| + 24 s \| \| 9e \| José Ángel Gómez Marchante \| Espagne \| Saunier Duval-Prodir \| + 45 s \| \| 10e \| Francisco Mancebo \| Espagne \| Illes Balears-Caisse d'Épargne \| + 59 s \| |                            |            |                                 |        |
| |                            |            |                                 |        |
| |                            |            |                                 |        |
| Classement de l'étape |                            |            |                                 |        |
| Coureur | Coureur                    | Pays       | Équipe                          | Temps  |
| 1er | George Hincapie            | États-Unis | Discovery Channel               | DQ     |
| 2e | Yaroslav Popovych          | Ukraine    | Discovery Channel               | + 0 s  |
| 3e | Lance Armstrong            | États-Unis | Discovery Channel               | DQ     |
| 4e | Alexandre Vinokourov       | Kazakhstan | T-Mobile                        | + 22 s |
| 5e | Santiago Botero            | Colombie   | Phonak Hearing Systems          | + 22 s |
| 6e | Levi Leipheimer            | États-Unis | Gerolsteiner                    | DQ     |
| 7e | David Moncoutié            | France     | Cofidis-Le Crédit par Téléphone | + 24 s |
| 8e | Wim Van Huffel             | Belgique   | Davitamon-Lotto                 | + 24 s |
| 9e | José Ángel Gómez Marchante | Espagne    | Saunier Duval-Prodir            | + 45 s |
| 10e | Francisco Mancebo          | Espagne    | Illes Balears-Caisse d'Épargne  | + 59 s |

| \| Classement général \| Classement général \| Classement général \| Classement général \| Classement général \| \| Coureur \| Coureur \| Pays \| Équipe \| Temps \| \| ------------------ \| -------------------------- \| ------------------ \| ------------------------------- \| ------------------ \| \| 1er \| Íñigo Landaluze \| Espagne \| Euskaltel-Euskadi \| 28 h 24 min 46 s \| \| 2e \| Santiago Botero \| Colombie \| Phonak Hearing Systems \| + 11 s \| \| 3e \| Levi Leipheimer \| États-Unis \| Gerolsteiner \| DQ \| \| 4e \| Lance Armstrong \| États-Unis \| Discovery Channel \| DQ \| \| 5e \| Alexandre Vinokourov \| Kazakhstan \| T-Mobile \| + 1 min 02 s \| \| 6e \| David Moncoutié \| France \| Cofidis-Le Crédit par Téléphone \| + 1 min 56 s \| \| 7e \| José Ángel Gómez Marchante \| Espagne \| Saunier Duval-Prodir \| + 3 min 54 s \| \| 8e \| Marzio Bruseghin \| Italie \| Fassa Bortolo \| + 3 min 58 s \| \| 9e \| Andrey Kashechkin \| Kazakhstan \| Crédit Agricole \| + 5 min 04 s \| \| 10e \| Francisco Mancebo \| Espagne \| Illes Balears-Caisse d'Épargne \| + 6 min 20 s \| |                            |            |                                 |                  |
| |                            |            |                                 |                  |
| |                            |            |                                 |                  |
| Classement général |                            |            |                                 |                  |
| Coureur | Coureur                    | Pays       | Équipe                          | Temps            |
| 1er | Íñigo Landaluze            | Espagne    | Euskaltel-Euskadi               | 28 h 24 min 46 s |
| 2e | Santiago Botero            | Colombie   | Phonak Hearing Systems          | + 11 s           |
| 3e | Levi Leipheimer            | États-Unis | Gerolsteiner                    | DQ               |
| 4e | Lance Armstrong            | États-Unis | Discovery Channel               | DQ               |
| 5e | Alexandre Vinokourov       | Kazakhstan | T-Mobile                        | + 1 min 02 s     |
| 6e | David Moncoutié            | France     | Cofidis-Le Crédit par Téléphone | + 1 min 56 s     |
| 7e | José Ángel Gómez Marchante | Espagne    | Saunier Duval-Prodir            | + 3 min 54 s     |
| 8e | Marzio Bruseghin           | Italie     | Fassa Bortolo                   | + 3 min 58 s     |
| 9e | Andrey Kashechkin          | Kazakhstan | Crédit Agricole                 | + 5 min 04 s     |
| 10e | Francisco Mancebo          | Espagne    | Illes Balears-Caisse d'Épargne  | + 6 min 20 s     |

## Classements

### Classement général
Convaincu de dopage, Lance Armstrong est déclassé de sa quatrième place en 2012. Il apparait donc rayé dans le tableau si dessous. Idem pour son compatriote Levi Leipheimer, troisième du classement final.
| \| Classement général \| Classement général \| Classement général \| Classement général \| Classement général \| \| Coureur \| Coureur \| Pays \| Équipe \| Temps \| \| ------------------ \| -------------------------- \| ------------------ \| ------------------------------- \| ------------------ \| \| 1er \| Íñigo Landaluze \| Espagne \| Euskaltel-Euskadi \| 28 h 24 min 46 s \| \| 2e \| Santiago Botero \| Colombie \| Phonak Hearing Systems \| + 11 s \| \| 3e \| Levi Leipheimer \| États-Unis \| Gerolsteiner \| DQ \| \| 4e \| Lance Armstrong \| États-Unis \| Discovery Channel \| DQ \| \| 5e \| Alexandre Vinokourov \| Kazakhstan \| T-Mobile \| + 1 min 02 s \| \| 6e \| David Moncoutié \| France \| Cofidis-Le Crédit par Téléphone \| + 1 min 56 s \| \| 7e \| José Ángel Gómez Marchante \| Espagne \| Saunier Duval-Prodir \| + 3 min 54 s \| \| 8e \| Marzio Bruseghin \| Italie \| Fassa Bortolo \| + 3 min 58 s \| \| 9e \| Andrey Kashechkin \| Kazakhstan \| Crédit Agricole \| + 5 min 04 s \| \| 10e \| Francisco Mancebo \| Espagne \| Illes Balears \| + 6 min 20 s \| |                            |            |                                 |                  |
| |                            |            |                                 |                  |
| |                            |            |                                 |                  |
| Classement général |                            |            |                                 |                  |
| Coureur | Coureur                    | Pays       | Équipe                          | Temps            |
| 1er | Íñigo Landaluze            | Espagne    | Euskaltel-Euskadi               | 28 h 24 min 46 s |
| 2e | Santiago Botero            | Colombie   | Phonak Hearing Systems          | + 11 s           |
| 3e | Levi Leipheimer            | États-Unis | Gerolsteiner                    | DQ               |
| 4e | Lance Armstrong            | États-Unis | Discovery Channel               | DQ               |
| 5e | Alexandre Vinokourov       | Kazakhstan | T-Mobile                        | + 1 min 02 s     |
| 6e | David Moncoutié            | France     | Cofidis-Le Crédit par Téléphone | + 1 min 56 s     |
| 7e | José Ángel Gómez Marchante | Espagne    | Saunier Duval-Prodir            | + 3 min 54 s     |
| 8e | Marzio Bruseghin           | Italie     | Fassa Bortolo                   | + 3 min 58 s     |
| 9e | Andrey Kashechkin          | Kazakhstan | Crédit Agricole                 | + 5 min 04 s     |
| 10e | Francisco Mancebo          | Espagne    | Illes Balears                   | + 6 min 20 s     |

### Classements annexes
| Classement par points | Classement par points      | Classement par points | Classement par points           | Classement par points |
| Coureur               | Coureur                    | Pays                  | Équipe                          | Points                |
| --------------------- | -------------------------- | --------------------- | ------------------------------- | --------------------- |
| 1er                   | Lance Armstrong            | États-Unis            | Discovery Channel               | DQ                    |
| 2e                    | Santiago Botero            | Colombie              | Phonak Hearing Systems          | 62 pts                |
| 3e                    | George Hincapie            | États-Unis            | Discovery Channel               | DQ                    |
| 4e                    | Levi Leipheimer            | États-Unis            | Gerolsteiner                    | DQ                    |
| 5e                    | Alexandre Vinokourov       | Kazakhstan            | T-Mobile                        | 58 pts                |
| 6e                    | David Moncoutié            | France                | Cofidis-Le Crédit par Téléphone | 37 pts                |
| 7e                    | Floyd Landis               | États-Unis            | Phonak Hearing Systems          | 36 pts                |
| 8e                    | Andrey Kashechkin          | Kazakhstan            | Crédit Agricole                 | 35 pts                |
| 9e                    | José Ángel Gómez Marchante | Espagne               | Saunier Duval-Prodir            | 33 pts                |
| 10e                   | Íñigo Landaluze            | Espagne               | Euskaltel-Euskadi               | 31 pts                |

| Classement par points | Classement par points      | Classement par points | Classement par points           | Classement par points |
| Coureur               | Coureur                    | Pays                  | Équipe                          | Points                |
| --------------------- | -------------------------- | --------------------- | ------------------------------- | --------------------- |
| 1er                   | Lance Armstrong            | États-Unis            | Discovery Channel               | DQ                    |
| 2e                    | Santiago Botero            | Colombie              | Phonak Hearing Systems          | 62 pts                |
| 3e                    | George Hincapie            | États-Unis            | Discovery Channel               | DQ                    |
| 4e                    | Levi Leipheimer            | États-Unis            | Gerolsteiner                    | DQ                    |
| 5e                    | Alexandre Vinokourov       | Kazakhstan            | T-Mobile                        | 58 pts                |
| 6e                    | David Moncoutié            | France                | Cofidis-Le Crédit par Téléphone | 37 pts                |
| 7e                    | Floyd Landis               | États-Unis            | Phonak Hearing Systems          | 36 pts                |
| 8e                    | Andrey Kashechkin          | Kazakhstan            | Crédit Agricole                 | 35 pts                |
| 9e                    | José Ángel Gómez Marchante | Espagne               | Saunier Duval-Prodir            | 33 pts                |
| 10e                   | Íñigo Landaluze            | Espagne               | Euskaltel-Euskadi               | 31 pts                |

| Classement de la montagne | Classement de la montagne  | Classement de la montagne | Classement de la montagne       | Classement de la montagne |
| Coureur                   | Coureur                    | Pays                      | Équipe                          | Points                    |
| ------------------------- | -------------------------- | ------------------------- | ------------------------------- | ------------------------- |
| 1er                       | José Iván Gutiérrez        | Espagne                   | Illes Balears                   | 96 pts                    |
| 2e                        | Sylvain Calzati            | France                    | AG2R Prévoyance                 | 67 pts                    |
| 3e                        | Massimo Giunti             | Italie                    | Fassa Bortolo                   | 62 pts                    |
| 4e                        | Alexandre Vinokourov       | Kazakhstan                | T-Mobile                        | 61 pts                    |
| 5e                        | José Ángel Gómez Marchante | Espagne                   | Saunier Duval-Prodir            | 61 pts                    |
| 6e                        | Santiago Botero            | Colombie                  | Phonak Hearing Systems          | 58 pts                    |
| 7e                        | David Moncoutié            | France                    | Cofidis-Le Crédit par Téléphone | 53 pts                    |
| 8e                        | Rémy Di Grégorio           | France                    | La Française des jeux           | 52 pts                    |
| 9e                        | Yaroslav Popovych          | Ukraine                   | Discovery Channel               | 50 pts                    |
| 10e                       | Axel Merckx                | Belgique                  | Davitamon-Lotto                 | 44 pts                    |

| Classement de la montagne | Classement de la montagne  | Classement de la montagne | Classement de la montagne       | Classement de la montagne |
| Coureur                   | Coureur                    | Pays                      | Équipe                          | Points                    |
| ------------------------- | -------------------------- | ------------------------- | ------------------------------- | ------------------------- |
| 1er                       | José Iván Gutiérrez        | Espagne                   | Illes Balears                   | 96 pts                    |
| 2e                        | Sylvain Calzati            | France                    | AG2R Prévoyance                 | 67 pts                    |
| 3e                        | Massimo Giunti             | Italie                    | Fassa Bortolo                   | 62 pts                    |
| 4e                        | Alexandre Vinokourov       | Kazakhstan                | T-Mobile                        | 61 pts                    |
| 5e                        | José Ángel Gómez Marchante | Espagne                   | Saunier Duval-Prodir            | 61 pts                    |
| 6e                        | Santiago Botero            | Colombie                  | Phonak Hearing Systems          | 58 pts                    |
| 7e                        | David Moncoutié            | France                    | Cofidis-Le Crédit par Téléphone | 53 pts                    |
| 8e                        | Rémy Di Grégorio           | France                    | La Française des jeux           | 52 pts                    |
| 9e                        | Yaroslav Popovych          | Ukraine                   | Discovery Channel               | 50 pts                    |
| 10e                       | Axel Merckx                | Belgique                  | Davitamon-Lotto                 | 44 pts                    |

| Classement du combiné | Classement du combiné | Classement du combiné | Classement du combiné | Classement du combiné |
| Coureur               | Coureur               | Pays                  | Équipe                | Points                |
| --------------------- | --------------------- | --------------------- | --------------------- | --------------------- |

| Classement du combiné | Classement du combiné | Classement du combiné | Classement du combiné | Classement du combiné |
| Coureur               | Coureur               | Pays                  | Équipe                | Points                |
| --------------------- | --------------------- | --------------------- | --------------------- | --------------------- |

| Classement par équipes | Classement par équipes | Classement par équipes | Classement par équipes |
| Équipe                 | Équipe                 | Pays                   | Temps                  |
| ---------------------- | ---------------------- | ---------------------- | ---------------------- |
| 1re                    | Discovery Channel      | États-Unis             | 85 h 30 min 51 s       |
| 2e                     | Phonak Hearing Systems | Suisse                 | + 5 min 50 s           |
| 3e                     | Saunier Duval-Prodir   | Espagne                | + 11 min 29 s          |
| 4e                     | Crédit Agricole        | France                 | + 15 min 37 s          |
| 5e                     | Davitamon-Lotto        | Belgique               | + 20 min 24 s          |
| 6e                     | T-Mobile               | Allemagne              | + 24 min 03 s          |
| 7e                     | Fassa Bortolo          | Italie                 | + 24 min 11 s          |
| 8e                     | Illes Balears          | Espagne                | + 24 min 12 s          |
| 9e                     | AG2R Prévoyance        | France                 | + 31 min 55 s          |
| 10e                    | Rabobank               | Pays-Bas               | + 34 min 10 s          |

| Classement par équipes | Classement par équipes | Classement par équipes | Classement par équipes |
| Équipe                 | Équipe                 | Pays                   | Temps                  |
| ---------------------- | ---------------------- | ---------------------- | ---------------------- |
| 1re                    | Discovery Channel      | États-Unis             | 85 h 30 min 51 s       |
| 2e                     | Phonak Hearing Systems | Suisse                 | + 5 min 50 s           |
| 3e                     | Saunier Duval-Prodir   | Espagne                | + 11 min 29 s          |
| 4e                     | Crédit Agricole        | France                 | + 15 min 37 s          |
| 5e                     | Davitamon-Lotto        | Belgique               | + 20 min 24 s          |
| 6e                     | T-Mobile               | Allemagne              | + 24 min 03 s          |
| 7e                     | Fassa Bortolo          | Italie                 | + 24 min 11 s          |
| 8e                     | Illes Balears          | Espagne                | + 24 min 12 s          |
| 9e                     | AG2R Prévoyance        | France                 | + 31 min 55 s          |
| 10e                    | Rabobank               | Pays-Bas               | + 34 min 10 s          |

## Évolution des classements
| Étape              | Vainqueur            | Classement général | Classement de la montagne | Classement combiné | Classement par points | Classement par équipes |
| ------------------ | -------------------- | ------------------ | ------------------------- | ------------------ | --------------------- | ---------------------- |
| Prologue           | George Hincapie      | George Hincapie    | Alberto Contador          | -                  | George Hincapie       | Phonak                 |
| 1re étape          | Thor Hushovd         | George Hincapie    | Francis Mourey            | George Hincapie    | George Hincapie       | ?                      |
| 2e étape           | Samuel Dumoulin      | Samuel Dumoulin    | Frédéric Finot            | ?                  | Samuel Dumoulin       | AG2R Prévoyance        |
| 3e étape           | Santiago Botero      | Levi Leipheimer    | Frédéric Finot            | Levi Leipheimer    | Samuel Dumoulin       | Phonak Hearing Systems |
| 4e étape           | Alexandre Vinokourov | Levi Leipheimer    | Alexandre Vinokourov      | ?                  | Levi Leipheimer       | Phonak Hearing Systems |
| 5e étape           | Axel Merckx          | Íñigo Landaluze    | Alexandre Vinokourov      | Axel Merckx        | Levi Leipheimer       | Phonak Hearing Systems |
| 6e étape           | Santiago Botero      | Íñigo Landaluze    | José Iván Gutiérrez       | Santiago Botero    | Santiago Botero       | Phonak Hearing Systems |
| 7e étape           | George Hincapie      | Íñigo Landaluze    | José Iván Gutiérrez       | Santiago Botero    | Lance Armstrong       | Discovery Channel      |
| Classements finals | Classements finals   | Íñigo Landaluze    | José Iván Gutiérrez       | Christophe Moreau  | Non attribué          | Discovery Channel      |

## Liste des participants
| Discovery Channel DSC | Discovery Channel DSC   | Discovery Channel DSC |
| --------------------- | ----------------------- | --------------------- |
| Num                   | Coureur                 | Pos                   |
| 1                     | Lance Armstrong (USA)   | 4e                    |
| 2                     | José Azevedo (POR)      |                       |
| 3                     | Manuel Beltrán (ESP)    |                       |
| 4                     | Stijn Devolder (BEL)    |                       |
| 5                     | George Hincapie (USA)   |                       |
| 6                     | Benjamín Noval (ESP)    |                       |
| 7                     | Yaroslav Popovych (UKR) |                       |
| 8                     | José Luis Rubiera (ESP) |                       |

| T-Mobile TMO | T-Mobile TMO               | T-Mobile TMO |
| ------------ | -------------------------- | ------------ |
| Num          | Coureur                    | Pos          |
| 11           | Alexandre Vinokourov (KAZ) | 5e           |
| 12           | Torsten Hiekmann (GER)     |              |
| 13           | Andreas Klöden (GER)       |              |
| 14           | Bernhard Kohl (AUT)        |              |
| 15           | Francisco José Lara (ESP)  |              |
| 16           | Óscar Sevilla (ESP)        |              |
| 17           | Christian Werner (GER)     |              |
| 18           | Sergueï Yakovlev (KAZ)     |              |

| Crédit Agricole C.A | Crédit Agricole C.A       | Crédit Agricole C.A |
| ------------------- | ------------------------- | ------------------- |
| Num                 | Coureur                   | Pos                 |
| 21                  | Christophe Moreau (FRA)   |                     |
| 22                  | Alexandre Botcharov (RUS) |                     |
| 23                  | Thor Hushovd (NOR)        |                     |
| 24                  | Sébastien Joly (FRA)      |                     |
| 25                  | Andrey Kashechkin (KAZ)   | 9e                  |
| 26                  | Benoît Poilvet (FRA)      |                     |
| 27                  | Damien Nazon (FRA)        |                     |
| 28                  | Nicolas Vogondy (FRA)     |                     |

| Illes Balears IBA | Illes Balears IBA                | Illes Balears IBA |
| ----------------- | -------------------------------- | ----------------- |
| Num               | Coureur                          | Pos               |
| 31                | Francisco Mancebo (ESP)          | 10e               |
| 32                | David Arroyo (ESP)               |                   |
| 33                | Daniel Becke (GER)               |                   |
| 34                | José Vicente García Acosta (ESP) |                   |
| 35                | José Iván Gutiérrez (ESP)        |                   |
| 36                | José Cayetano Juliá (ESP)        |                   |
| 37                | Mikel Pradera (ESP)              |                   |
| 38                | Xabier Zandio (ESP)              |                   |

| La Française des jeux FDJ | La Française des jeux FDJ | La Française des jeux FDJ |
| ------------------------- | ------------------------- | ------------------------- |
| Num                       | Coureur                   | Pos                       |
| 41                        | Thomas Lövkvist (SWE)     |                           |
| 42                        | Mickaël Delage (FRA)      |                           |
| 43                        | Rémy Di Grégorio (FRA)    |                           |
| 44                        | Frédéric Finot (FRA)      |                           |
| 45                        | Philippe Gilbert (BEL)    |                           |
| 46                        | Christophe Mengin (FRA)   |                           |
| 47                        | Francis Mourey (FRA)      |                           |
| 48                        | Benoît Vaugrenard (FRA)   |                           |

| Phonak Hearing Systems PHO | Phonak Hearing Systems PHO   | Phonak Hearing Systems PHO |
| -------------------------- | ---------------------------- | -------------------------- |
| Num                        | Coureur                      | Pos                        |
| 51                         | Santiago Botero (COL)        | 2e                         |
| 53                         | Bert Grabsch (GER)           |                            |
| 54                         | José Enrique Gutiérrez (ESP) |                            |
| 55                         | Robert Hunter (RSA)          |                            |
| 56                         | Nicolas Jalabert (FRA)       |                            |
| 57                         | Floyd Landis (USA)           |                            |
| 58                         | Óscar Pereiro (ESP)          |                            |

| CSC | CSC                         | CSC |
| --- | --------------------------- | --- |
| Num | Coureur                     | Pos |
| 61  | Carlos Sastre (ESP)         |     |
| 62  | Kurt Asle Arvesen (NOR)     |     |
| 63  | Manuel Calvente (ESP)       |     |
| 64  | Jakob Piil (DEN)            |     |
| 65  | Luke Roberts (AUS)          |     |
| 66  | Nicki Sørensen (DEN)        |     |
| 67  | Brian Vandborg (DEN)        |     |
| 68  | Christian Vande Velde (USA) |     |

| Gerolsteiner GST | Gerolsteiner GST        | Gerolsteiner GST |
| ---------------- | ----------------------- | ---------------- |
| Num              | Coureur                 | Pos              |
| 71               | Levi Leipheimer (USA)   | 3e               |
| 72               | Heinrich Haussler (GER) |                  |
| 73               | Sebastian Lang (GER)    |                  |
| 74               | Uwe Peschel (GER)       |                  |
| 75               | Davide Rebellin (ITA)   |                  |
| 76               | Matthias Russ (GER)     |                  |
| 77               | Torsten Schmidt (GER)   |                  |
| 78               | Marco Serpellini (ITA)  |                  |

| Quick Step-Innergetic QSI | Quick Step-Innergetic QSI      | Quick Step-Innergetic QSI |
| ------------------------- | ------------------------------ | ------------------------- |
| Num                       | Coureur                        | Pos                       |
| 81                        | Juan Miguel Mercado (ESP)      |                           |
| 82                        | Dimitri De Fauw (BEL)          |                           |
| 83                        | Nick Nuyens (BEL)              |                           |
| 84                        | Luca Paolini (ITA)             |                           |
| 85                        | José Antonio Pecharromán (ESP) |                           |
| 86                        | Bram Tankink (NED)             |                           |
| 87                        | Jurgen Van Goolen (BEL)        |                           |
| 88                        | Rik Verbrugghe (BEL)           |                           |

| Liberty Seguros-Würth LSW | Liberty Seguros-Würth LSW       | Liberty Seguros-Würth LSW |
| ------------------------- | ------------------------------- | ------------------------- |
| Num                       | Coureur                         | Pos                       |
| 91                        | Roberto Heras (ESP)             |                           |
| 92                        | Alberto Contador (ESP)          |                           |
| 93                        | Allan Davis (AUS)               |                           |
| 94                        | Igor González de Galdeano (ESP) |                           |
| 95                        | Jörg Jaksche (GER)              |                           |
| 96                        | Isidro Nozal (ESP)              | NP-0                      |
| 97                        | Sérgio Paulinho (POR)           |                           |
| 98                        | Marcos Serrano (ESP)            |                           |

| Rabobank RAB | Rabobank RAB          | Rabobank RAB |
| ------------ | --------------------- | ------------ |
| Num          | Coureur               | Pos          |
| 101          | Denis Menchov (RUS)   |              |
| 102          | Michael Boogerd (NED) |              |
| 103          | Erik Dekker (NED)     |              |
| 104          | Pedro Horrillo (ESP)  |              |
| 105          | Gerben Löwik (NED)    |              |
| 106          | Joost Posthuma (NED)  |              |
| 107          | Marc Wauters (BEL)    |              |
| 108          | Pieter Weening (NED)  |              |

| Cofidis-Le Crédit par Téléphone COF | Cofidis-Le Crédit par Téléphone COF | Cofidis-Le Crédit par Téléphone COF |
| ----------------------------------- | ----------------------------------- | ----------------------------------- |
| Num                                 | Coureur                             | Pos                                 |
| 111                                 | Sylvain Chavanel (FRA)              |                                     |
| 112                                 | Frédéric Bessy (FRA)                |                                     |
| 113                                 | Christophe Edaleine (FRA)           |                                     |
| 114                                 | Jimmy Engoulvent (FRA)              |                                     |
| 116                                 | David Moncoutié (FRA)               | 6e                                  |
| 117                                 | Stuart O'Grady (AUS)                |                                     |
| 118                                 | Janek Tombak (EST)                  |                                     |

| Fassa Bortolo FAS | Fassa Bortolo FAS         | Fassa Bortolo FAS |
| ----------------- | ------------------------- | ----------------- |
| Num               | Coureur                   | Pos               |
| 121               | Juan Antonio Flecha (ESP) |                   |
| 122               | Paolo Bossoni (ITA)       |                   |
| 123               | Marzio Bruseghin (ITA)    | 8e                |
| 124               | Massimo Codol (ITA)       |                   |
| 125               | Mauro Facci (ITA)         |                   |
| 126               | Massimo Giunti (ITA)      |                   |
| 127               | Roberto Petito (ITA)      |                   |
| 128               | Kanstantsin Siutsou (BLR) |                   |

| Bouygues Telecom BTL | Bouygues Telecom BTL   | Bouygues Telecom BTL |
| -------------------- | ---------------------- | -------------------- |
| Num                  | Coureur                | Pos                  |
| 131                  | Jérôme Pineau (FRA)    |                      |
| 132                  | Anthony Charteau (FRA) |                      |
| 133                  | Pierre Drancourt (FRA) |                      |
| 134                  | Pierrick Fédrigo (FRA) |                      |
| 135                  | Yohann Gène (FRA)      |                      |
| 136                  | Anthony Geslin (FRA)   |                      |
| 137                  | Maryan Hary (FRA)      |                      |
| 138                  | Didier Rous (FRA)      |                      |

| Liquigas-Bianchi LIQ | Liquigas-Bianchi LIQ    | Liquigas-Bianchi LIQ |
| -------------------- | ----------------------- | -------------------- |
| Num                  | Coureur                 | Pos                  |
| 141                  | Magnus Bäckstedt (SWE)  |                      |
| 142                  | Enrico Gasparotto (ITA) |                      |
| 143                  | Mauro Gerosa (ITA)      |                      |
| 144                  | Marcus Ljungqvist (SWE) |                      |
| 145                  | Nicola Loda (ITA)       |                      |
| 146                  | Oscar Mason (ITA)       |                      |
| 147                  | Devis Miorin (ITA)      |                      |
| 148                  | Gianluca Sironi (ITA)   |                      |

| Davitamon-Lotto DVL | Davitamon-Lotto DVL     | Davitamon-Lotto DVL |
| ------------------- | ----------------------- | ------------------- |
| Num                 | Coureur                 | Pos                 |
| 151                 | Axel Merckx (BEL)       |                     |
| 152                 | Mario Aerts (BEL)       |                     |
| 153                 | Mauricio Ardila (COL)   |                     |
| 154                 | Serge Baguet (BEL)      |                     |
| 155                 | Koos Moerenhout (NED)   |                     |
| 156                 | Preben Van Hecke (BEL)  |                     |
| 157                 | Wim Van Huffel (BEL)    |                     |
| 158                 | Johan Vansummeren (BEL) |                     |

| Lampre-Caffita LAM | Lampre-Caffita LAM            | Lampre-Caffita LAM |
| ------------------ | ----------------------------- | ------------------ |
| Num                | Coureur                       | Pos                |
| 161                | Gianluca Bortolami (ITA)      |                    |
| 162                | Giosuè Bonomi (ITA)           |                    |
| 163                | Enrico Franzoi (ITA)          |                    |
| 164                | Juan Fuentes (ESP)            |                    |
| 165                | Oleksandr Kvachuk (UKR)       |                    |
| 166                | Eddy Mazzoleni (ITA)          |                    |
| 167                | Michele Scotto D'Abusco (ITA) | NP-0               |
| 168                | Alessandro Spezialetti (ITA)  |                    |

| Saunier Duval-Prodir SDV | Saunier Duval-Prodir SDV         | Saunier Duval-Prodir SDV |
| ------------------------ | -------------------------------- | ------------------------ |
| Num                      | Coureur                          | Pos                      |
| 171                      | Nicolas Fritsch (FRA)            |                          |
| 172                      | Rafael Casero (ESP)              |                          |
| 173                      | David Cañada (ESP)               |                          |
| 174                      | José Ángel Gómez Marchante (ESP) | 7e                       |
| 175                      | Manuel Quinziato (ITA)           |                          |
| 176                      | Ángel Edo (ESP)                  |                          |
| 177                      | Constantino Zaballa (ESP)        |                          |

| Euskaltel-Euskadi EUS | Euskaltel-Euskadi EUS | Euskaltel-Euskadi EUS |
| --------------------- | --------------------- | --------------------- |
| Num                   | Coureur               | Pos                   |
| 181                   | Iker Camaño (ESP)     |                       |
| 182                   | Koldo Fernández (ESP) |                       |
| 183                   | Íñigo Landaluze (ESP) | 1er                   |
| 184                   | Josu Silloniz (ESP)   |                       |
| 185                   | Aitor Silloniz (ESP)  |                       |
| 186                   | Joseba Zubeldia (ESP) |                       |

| Domina Vacanze-De Nardi DOM | Domina Vacanze-De Nardi DOM | Domina Vacanze-De Nardi DOM |
| --------------------------- | --------------------------- | --------------------------- |
| Num                         | Coureur                     | Pos                         |
| 191                         | Alessandro Cortinovis (ITA) |                             |
| 192                         | Sergio Ghisalberti (ITA)    |                             |
| 193                         | Andriy Grivko (UKR)         |                             |
| 194                         | Maxim Iglinskiy (KAZ)       |                             |
| 195                         | Matej Jurčo (SVK)           |                             |
| 196                         | Rafael Nuritdinov (UZB)     |                             |
| 197                         | Elia Rigotto (ITA)          |                             |
| 198                         | Giovanni Visconti (ITA)     |                             |

| AG2R Prévoyance A2R | AG2R Prévoyance A2R    | AG2R Prévoyance A2R |
| ------------------- | ---------------------- | ------------------- |
| Num                 | Coureur                | Pos                 |
| 201                 | Stéphane Goubert (FRA) |                     |
| 202                 | Mikel Astarloza (ESP)  |                     |
| 203                 | Sylvain Calzati (FRA)  |                     |
| 204                 | Íñigo Chaurreau (ESP)  |                     |
| 205                 | Cyril Dessel (FRA)     |                     |
| 206                 | Samuel Dumoulin (FRA)  |                     |
| 207                 | Nicolas Portal (FRA)   |                     |
| 208                 | Ludovic Turpin (FRA)   |                     |

| Discovery Channel DSC | Discovery Channel DSC   | Discovery Channel DSC |
| --------------------- | ----------------------- | --------------------- |
| Num                   | Coureur                 | Pos                   |
| 1                     | Lance Armstrong (USA)   | 4e                    |
| 2                     | José Azevedo (POR)      |                       |
| 3                     | Manuel Beltrán (ESP)    |                       |
| 4                     | Stijn Devolder (BEL)    |                       |
| 5                     | George Hincapie (USA)   |                       |
| 6                     | Benjamín Noval (ESP)    |                       |
| 7                     | Yaroslav Popovych (UKR) |                       |
| 8                     | José Luis Rubiera (ESP) |                       |

| T-Mobile TMO | T-Mobile TMO               | T-Mobile TMO |
| ------------ | -------------------------- | ------------ |
| Num          | Coureur                    | Pos          |
| 11           | Alexandre Vinokourov (KAZ) | 5e           |
| 12           | Torsten Hiekmann (GER)     |              |
| 13           | Andreas Klöden (GER)       |              |
| 14           | Bernhard Kohl (AUT)        |              |
| 15           | Francisco José Lara (ESP)  |              |
| 16           | Óscar Sevilla (ESP)        |              |
| 17           | Christian Werner (GER)     |              |
| 18           | Sergueï Yakovlev (KAZ)     |              |

| Crédit Agricole C.A | Crédit Agricole C.A       | Crédit Agricole C.A |
| ------------------- | ------------------------- | ------------------- |
| Num                 | Coureur                   | Pos                 |
| 21                  | Christophe Moreau (FRA)   |                     |
| 22                  | Alexandre Botcharov (RUS) |                     |
| 23                  | Thor Hushovd (NOR)        |                     |
| 24                  | Sébastien Joly (FRA)      |                     |
| 25                  | Andrey Kashechkin (KAZ)   | 9e                  |
| 26                  | Benoît Poilvet (FRA)      |                     |
| 27                  | Damien Nazon (FRA)        |                     |
| 28                  | Nicolas Vogondy (FRA)     |                     |

| Illes Balears IBA | Illes Balears IBA                | Illes Balears IBA |
| ----------------- | -------------------------------- | ----------------- |
| Num               | Coureur                          | Pos               |
| 31                | Francisco Mancebo (ESP)          | 10e               |
| 32                | David Arroyo (ESP)               |                   |
| 33                | Daniel Becke (GER)               |                   |
| 34                | José Vicente García Acosta (ESP) |                   |
| 35                | José Iván Gutiérrez (ESP)        |                   |
| 36                | José Cayetano Juliá (ESP)        |                   |
| 37                | Mikel Pradera (ESP)              |                   |
| 38                | Xabier Zandio (ESP)              |                   |

| La Française des jeux FDJ | La Française des jeux FDJ | La Française des jeux FDJ |
| ------------------------- | ------------------------- | ------------------------- |
| Num                       | Coureur                   | Pos                       |
| 41                        | Thomas Lövkvist (SWE)     |                           |
| 42                        | Mickaël Delage (FRA)      |                           |
| 43                        | Rémy Di Grégorio (FRA)    |                           |
| 44                        | Frédéric Finot (FRA)      |                           |
| 45                        | Philippe Gilbert (BEL)    |                           |
| 46                        | Christophe Mengin (FRA)   |                           |
| 47                        | Francis Mourey (FRA)      |                           |
| 48                        | Benoît Vaugrenard (FRA)   |                           |

| Phonak Hearing Systems PHO | Phonak Hearing Systems PHO   | Phonak Hearing Systems PHO |
| -------------------------- | ---------------------------- | -------------------------- |
| Num                        | Coureur                      | Pos                        |
| 51                         | Santiago Botero (COL)        | 2e                         |
| 53                         | Bert Grabsch (GER)           |                            |
| 54                         | José Enrique Gutiérrez (ESP) |                            |
| 55                         | Robert Hunter (RSA)          |                            |
| 56                         | Nicolas Jalabert (FRA)       |                            |
| 57                         | Floyd Landis (USA)           |                            |
| 58                         | Óscar Pereiro (ESP)          |                            |

| CSC | CSC                         | CSC |
| --- | --------------------------- | --- |
| Num | Coureur                     | Pos |
| 61  | Carlos Sastre (ESP)         |     |
| 62  | Kurt Asle Arvesen (NOR)     |     |
| 63  | Manuel Calvente (ESP)       |     |
| 64  | Jakob Piil (DEN)            |     |
| 65  | Luke Roberts (AUS)          |     |
| 66  | Nicki Sørensen (DEN)        |     |
| 67  | Brian Vandborg (DEN)        |     |
| 68  | Christian Vande Velde (USA) |     |

| Gerolsteiner GST | Gerolsteiner GST        | Gerolsteiner GST |
| ---------------- | ----------------------- | ---------------- |
| Num              | Coureur                 | Pos              |
| 71               | Levi Leipheimer (USA)   | 3e               |
| 72               | Heinrich Haussler (GER) |                  |
| 73               | Sebastian Lang (GER)    |                  |
| 74               | Uwe Peschel (GER)       |                  |
| 75               | Davide Rebellin (ITA)   |                  |
| 76               | Matthias Russ (GER)     |                  |
| 77               | Torsten Schmidt (GER)   |                  |
| 78               | Marco Serpellini (ITA)  |                  |

| Quick Step-Innergetic QSI | Quick Step-Innergetic QSI      | Quick Step-Innergetic QSI |
| ------------------------- | ------------------------------ | ------------------------- |
| Num                       | Coureur                        | Pos                       |
| 81                        | Juan Miguel Mercado (ESP)      |                           |
| 82                        | Dimitri De Fauw (BEL)          |                           |
| 83                        | Nick Nuyens (BEL)              |                           |
| 84                        | Luca Paolini (ITA)             |                           |
| 85                        | José Antonio Pecharromán (ESP) |                           |
| 86                        | Bram Tankink (NED)             |                           |
| 87                        | Jurgen Van Goolen (BEL)        |                           |
| 88                        | Rik Verbrugghe (BEL)           |                           |

| Liberty Seguros-Würth LSW | Liberty Seguros-Würth LSW       | Liberty Seguros-Würth LSW |
| ------------------------- | ------------------------------- | ------------------------- |
| Num                       | Coureur                         | Pos                       |
| 91                        | Roberto Heras (ESP)             |                           |
| 92                        | Alberto Contador (ESP)          |                           |
| 93                        | Allan Davis (AUS)               |                           |
| 94                        | Igor González de Galdeano (ESP) |                           |
| 95                        | Jörg Jaksche (GER)              |                           |
| 96                        | Isidro Nozal (ESP)              | NP-0                      |
| 97                        | Sérgio Paulinho (POR)           |                           |
| 98                        | Marcos Serrano (ESP)            |                           |

| Rabobank RAB | Rabobank RAB          | Rabobank RAB |
| ------------ | --------------------- | ------------ |
| Num          | Coureur               | Pos          |
| 101          | Denis Menchov (RUS)   |              |
| 102          | Michael Boogerd (NED) |              |
| 103          | Erik Dekker (NED)     |              |
| 104          | Pedro Horrillo (ESP)  |              |
| 105          | Gerben Löwik (NED)    |              |
| 106          | Joost Posthuma (NED)  |              |
| 107          | Marc Wauters (BEL)    |              |
| 108          | Pieter Weening (NED)  |              |

| Cofidis-Le Crédit par Téléphone COF | Cofidis-Le Crédit par Téléphone COF | Cofidis-Le Crédit par Téléphone COF |
| ----------------------------------- | ----------------------------------- | ----------------------------------- |
| Num                                 | Coureur                             | Pos                                 |
| 111                                 | Sylvain Chavanel (FRA)              |                                     |
| 112                                 | Frédéric Bessy (FRA)                |                                     |
| 113                                 | Christophe Edaleine (FRA)           |                                     |
| 114                                 | Jimmy Engoulvent (FRA)              |                                     |
| 116                                 | David Moncoutié (FRA)               | 6e                                  |
| 117                                 | Stuart O'Grady (AUS)                |                                     |
| 118                                 | Janek Tombak (EST)                  |                                     |

| Fassa Bortolo FAS | Fassa Bortolo FAS         | Fassa Bortolo FAS |
| ----------------- | ------------------------- | ----------------- |
| Num               | Coureur                   | Pos               |
| 121               | Juan Antonio Flecha (ESP) |                   |
| 122               | Paolo Bossoni (ITA)       |                   |
| 123               | Marzio Bruseghin (ITA)    | 8e                |
| 124               | Massimo Codol (ITA)       |                   |
| 125               | Mauro Facci (ITA)         |                   |
| 126               | Massimo Giunti (ITA)      |                   |
| 127               | Roberto Petito (ITA)      |                   |
| 128               | Kanstantsin Siutsou (BLR) |                   |

| Bouygues Telecom BTL | Bouygues Telecom BTL   | Bouygues Telecom BTL |
| -------------------- | ---------------------- | -------------------- |
| Num                  | Coureur                | Pos                  |
| 131                  | Jérôme Pineau (FRA)    |                      |
| 132                  | Anthony Charteau (FRA) |                      |
| 133                  | Pierre Drancourt (FRA) |                      |
| 134                  | Pierrick Fédrigo (FRA) |                      |
| 135                  | Yohann Gène (FRA)      |                      |
| 136                  | Anthony Geslin (FRA)   |                      |
| 137                  | Maryan Hary (FRA)      |                      |
| 138                  | Didier Rous (FRA)      |                      |

| Liquigas-Bianchi LIQ | Liquigas-Bianchi LIQ    | Liquigas-Bianchi LIQ |
| -------------------- | ----------------------- | -------------------- |
| Num                  | Coureur                 | Pos                  |
| 141                  | Magnus Bäckstedt (SWE)  |                      |
| 142                  | Enrico Gasparotto (ITA) |                      |
| 143                  | Mauro Gerosa (ITA)      |                      |
| 144                  | Marcus Ljungqvist (SWE) |                      |
| 145                  | Nicola Loda (ITA)       |                      |
| 146                  | Oscar Mason (ITA)       |                      |
| 147                  | Devis Miorin (ITA)      |                      |
| 148                  | Gianluca Sironi (ITA)   |                      |

| Davitamon-Lotto DVL | Davitamon-Lotto DVL     | Davitamon-Lotto DVL |
| ------------------- | ----------------------- | ------------------- |
| Num                 | Coureur                 | Pos                 |
| 151                 | Axel Merckx (BEL)       |                     |
| 152                 | Mario Aerts (BEL)       |                     |
| 153                 | Mauricio Ardila (COL)   |                     |
| 154                 | Serge Baguet (BEL)      |                     |
| 155                 | Koos Moerenhout (NED)   |                     |
| 156                 | Preben Van Hecke (BEL)  |                     |
| 157                 | Wim Van Huffel (BEL)    |                     |
| 158                 | Johan Vansummeren (BEL) |                     |

| Lampre-Caffita LAM | Lampre-Caffita LAM            | Lampre-Caffita LAM |
| ------------------ | ----------------------------- | ------------------ |
| Num                | Coureur                       | Pos                |
| 161                | Gianluca Bortolami (ITA)      |                    |
| 162                | Giosuè Bonomi (ITA)           |                    |
| 163                | Enrico Franzoi (ITA)          |                    |
| 164                | Juan Fuentes (ESP)            |                    |
| 165                | Oleksandr Kvachuk (UKR)       |                    |
| 166                | Eddy Mazzoleni (ITA)          |                    |
| 167                | Michele Scotto D'Abusco (ITA) | NP-0               |
| 168                | Alessandro Spezialetti (ITA)  |                    |

| Saunier Duval-Prodir SDV | Saunier Duval-Prodir SDV         | Saunier Duval-Prodir SDV |
| ------------------------ | -------------------------------- | ------------------------ |
| Num                      | Coureur                          | Pos                      |
| 171                      | Nicolas Fritsch (FRA)            |                          |
| 172                      | Rafael Casero (ESP)              |                          |
| 173                      | David Cañada (ESP)               |                          |
| 174                      | José Ángel Gómez Marchante (ESP) | 7e                       |
| 175                      | Manuel Quinziato (ITA)           |                          |
| 176                      | Ángel Edo (ESP)                  |                          |
| 177                      | Constantino Zaballa (ESP)        |                          |

| Euskaltel-Euskadi EUS | Euskaltel-Euskadi EUS | Euskaltel-Euskadi EUS |
| --------------------- | --------------------- | --------------------- |
| Num                   | Coureur               | Pos                   |
| 181                   | Iker Camaño (ESP)     |                       |
| 182                   | Koldo Fernández (ESP) |                       |
| 183                   | Íñigo Landaluze (ESP) | 1er                   |
| 184                   | Josu Silloniz (ESP)   |                       |
| 185                   | Aitor Silloniz (ESP)  |                       |
| 186                   | Joseba Zubeldia (ESP) |                       |

| Domina Vacanze-De Nardi DOM | Domina Vacanze-De Nardi DOM | Domina Vacanze-De Nardi DOM |
| --------------------------- | --------------------------- | --------------------------- |
| Num                         | Coureur                     | Pos                         |
| 191                         | Alessandro Cortinovis (ITA) |                             |
| 192                         | Sergio Ghisalberti (ITA)    |                             |
| 193                         | Andriy Grivko (UKR)         |                             |
| 194                         | Maxim Iglinskiy (KAZ)       |                             |
| 195                         | Matej Jurčo (SVK)           |                             |
| 196                         | Rafael Nuritdinov (UZB)     |                             |
| 197                         | Elia Rigotto (ITA)          |                             |
| 198                         | Giovanni Visconti (ITA)     |                             |

| AG2R Prévoyance A2R | AG2R Prévoyance A2R    | AG2R Prévoyance A2R |
| ------------------- | ---------------------- | ------------------- |
| Num                 | Coureur                | Pos                 |
| 201                 | Stéphane Goubert (FRA) |                     |
| 202                 | Mikel Astarloza (ESP)  |                     |
| 203                 | Sylvain Calzati (FRA)  |                     |
| 204                 | Íñigo Chaurreau (ESP)  |                     |
| 205                 | Cyril Dessel (FRA)     |                     |
| 206                 | Samuel Dumoulin (FRA)  |                     |
| 207                 | Nicolas Portal (FRA)   |                     |
| 208                 | Ludovic Turpin (FRA)   |                     |